# مونته‌کوروینو روولا
مونته‌کوروینو روولا (به ایتالیایی: Montecorvino Rovella) یک کومونه در ایتالیا است که در استان سالرنو واقع شده‌است. مونته‌کوروینو روولا ۴۲ کیلومترمربع مساحت و ۱۲٬۵۵۳ نفر جمعیت دارد و ۲۲۰ متر بالاتر از سطح دریا واقع شده.

## خواهرخوانده
شهر زیزن خواهرخواندهٔ مونته‌کوروینو روولا هست.